# Беницы
Беницы — деревня в Боровском районе Калужской области Российской Федерации. Входит в состав сельского поселения «Деревня Совьяки».

## География
Находится на северо-востоке Калужской области, вблизи границы с Московской областью.

## История
Село Беницы упомянуто в Уставной грамоте Ростислава Смоленского 1 половины 12 века.
У деревни исследовано селище, обнаружена керамика древнерусская (X—XIII веков), лепная и гончарная, позднесредневековая (XIV—XVII веков) в том числе чернолощеная, орудия труда, украшения и бытовые предметы гл. обр. 11—12 вв. Исследованы остатки восьми наземных построек, шесть из которых 10 — нач. 13 в., две — позднесредневековые, сыродутный горн.
В последней четверти XVI века село принадлежало Ивану Ивановичу Колычеву, который в это время пожертвовал его Пафнутиеву Боровскому монастырю: «Да в Боровском же уезде вотчина за Пафнотьевым монастырем сельцо Беницы с пустошми. Дал вкладу при государе царе и великом князе Федоре Ивановиче всея Русии Иван Иванов сын Колычев. А в котором году та вотчина дана в Пафнотьев монастырь и того старожильцы не упомнят».

## Население
| 2002 | 2010 |
| ---- | ---- |
| 21   | ↘14  |